# Natriumtrifosfat
Natriumtrifosfat (STP = STPP – "sodium tripolyphosphate" – ibland kallat TPP) är ett oorganiskt salt.
STPP är natriumsaltet till polyfosfatpenta-anjonen, vars konjugatbas är trifosforsyra.

## Tillverkning och egenskaper
Natriumtripolyfosfat tillverkas genom upphettning av en stökiometriskt sammansatt blandning av dinatriumfosfat, Na2HPO4 och mononatriumfosfat, NaH2PO4, under noggrann styrning.
2 Na2HPO4  +  NaH2PO4   →   Na5P3O10  +  2 H2O
Med denna metod tillverkas årligen cirka 2 megaton.
STPP är ett färglöst salt som förekommer i såväl vattenfri form som kristallin form (hexahydrat).
Anjonen utgörs av pentanjon-kedjan
[O3POP(O)2OPO3]5-.

Bindning av en metallkatjon (M) i ett trifosfat

Det finns många  di-, tri- och polyfosfater, bl a cyklisk trifosfat, P3O93-.
Anjonens koppling mot metallkatjoner kan ske genom bidental (tvåvägs) och tridental (trevägs) bindning.

## Användning
Natriumtrifosfat tillverkas i stora mängder och ingår i många hushålls- och industriprodukter, särskilt tvättmedel av olika slag.

### Tvättmedel
Huvuddelen av STPP används som en ingrediens i saluförda tvättmedel. Det fungerar där som "byggare". (Fackjargong för avhärdning av s.k. hårt vatten.) Om vattnet håller hög halt av jonslagen Ca2+ och Mg2+), kallas det hårt, och i sådant vatten fungerar tvättmedel dåligt. STPP5- används som avhärdare genom komplexbindning, så att kalciums och magnesiums dikatjoner fångas och ersätts med natrium så att verkan av i tvättmedlet ingående sulfonater inte störs. Även tetranatriumdifosfat (natriumpyrofosfat) och natriumhexametafosfat fungerar på samma sätt.

### Livsmedel
STPP kan användas som konserveringsmedel for fisk och skaldjur, köttvaror, fågel och sammansatta animaliska livsmedel. Som tillsatsämne får det E-nummer E451.
Vatten tillsätts ofta vissa livsmedel, såsom skinka, kassler m m för att de skall få ett friskare utseende. STPP emulgerar vattnet så att det hålls på plats. I många länder finns bestämmelser om den mängd vatten som tillåts, ty vattnet kan öka varans vikt betydligt. ("Matfusk:" Eftersom vatten är billigt och kött dyrt får man mindre mat för pengarna, än det kilopriset ger sken av.)

### Andra tillämpningar
Hundratusentals ton natriumtrifosfat används varje år för en mängd olika ändamål, t.ex.
- teknisk keramik (keramer)
- garvning av läder
- klumpförebyggande medel i pulverformiga material (även för annat än som livsmedelstillsats)
- fördröjning av härdtiden vid tillverkning av härdplastföremål
- flamskyddsmedel
- papperstillverkning
- pigment i korrosionsskyddsmedel
- textiltillverkning
- gummivaror
- fermentering i biokemiindustrin
- antifrysmedel."[5]
- STPP med sina polyanjonändar i molekylen kan utnyttjas som tvärbindare i polysackarider som används för administrering av läkemedel.[6]

## Hälsoeffekter
E451 är än så länge godkänt av Livsmedelsverket som livsmedelstillsats. Livsmedelsverket följer därvid EU-direktiv. United States Food and Drug Administration (FDA) anser STPP i princip ofarligt i mat.
På senare tid har larmats om att fosfater i maten eventuellt skulle kunna vara skadligt, bl a har det sagts att njurskador riskeras, och därmed sekundärt andra skadliga effekter, eftersom överskott av fosfater inte kan avgå genom urinen, utan då stannar i kroppen i skadliga koncentrationer för somliga organ. Till den änden har EFSA börjat en studie över för kroppen möjligen skadligt fosfor i maten. Om resultatet av den studien skulle visa att fosforhaltiga E-nummer-ämnen är betänkliga, återstår att se.
I vattenlösning sönderfaller polyfosfater i enklare fosfat (hydrolys), vilket är en förutsättning för vissa livsprocesser.
Exempelvis är Adenosintrifosfat (ATP), – ett derivat av trifosfat – livsnödvändigt. Det innebär att toxisk verkan från polyfosfater är låg. LD50 vid oralt intag är >1 g/kg kroppsvikt enligt en dansk undersökning.
Detta torde vara anledningen till att inga mutageniska eller karcinogena effekter har märkts, ej heller nedsatt fortplantningsförmåga.
Salter med polyfosfatanjoner är något irriterande på huden och slemhinnor eftersom de är svagt basiska.

## Miljöpåverkan
Eftersom ämnet är såpass allmänt förekommande kan det orsaka miljöproblem i form av övergödning.
Världens förbrukning av STPP år 2000 har uppskattats till ca 2 megaton. Eftersom STPP är mycket lättlösligt i vatten blir inte särskilt mycket kvar som avloppsslam, och kommer inte ut i naturen som jordbruksnäring genom slamspridning. Inga miljörisker hänförbara till STPP i tvättmedel har kunnat konstateras vare sig i mark eller luft. Det STPP som kan finnas i rengöringsmedel som används i vanliga hushåll hamnar i hushållens avloppsvatten och tas då om hand hos reningsverk via trekammarbrunnar, avloppsinfiltration eller andra fristående anläggningar för hantering av smutsvatten.
Eftersom STPP är ett oorganiskt ämne, kan biologisk rening bara användas i speciella fall. Om STPP hydrolyserats ända till slutprodukten ortofosfat (PO4) kan det tas om hand av alger eller andra mikroorganismer. Fosfor i STPP hamnar således i naturens egna ekosystem, fosforcykeln.
STPP bryts successivt ned av biokemiska processer i avlopp och reningsverk, samt naturliga vattenmiljöer.
EUSES-modellen och HERA-scenariet beträffande tvättmedel har gjort det möjligt att beräkna ett högsta värde som skulle kunna antas, PEC (Predicted Environmental Concentrations, beräknade miljöhalter). Vid denna beräkning ansatte man 10 % regionalt utsläpp, i stället för de 7 % som antagits i HERA-scenariet.
Studier av kortsiktiga effekter på vattenmiljön visar att STTP inte är giftigt för vattenlevande organismer; alla EC/LC50-tal är större än 100 mg/l för daphnier, fisk och alger. Av denna anledning, och då STPP endast finns tillfälligt i vattensystemen genom hydrolys, har hittills inte eventuell långsiktig verkan på dessa vattenlevande organismer studerats. Värdet på PNEC (Predicted no-effect concentrations, beräknad gränshalt utan påverkan) har därför beräknats för vattenmiljö och slam under antagande av resultaten från undersökningarna av kortsiktiga effekter.

### Inverkan från fosforhaltigt spillvatten
Rengöringsmedel som innehåller fosfor bidrar tillsammans med andra fosforkällor till övergödning, även kallad eutrofiering, av många sötvatten.
I teorin kan fosfor öka algmängden med 500 gånger sin egen vikt (Wetzel 1983). I havsvatten anses produktionen huvudsakligen styras av kväveförekomst, medan produktionen i sötvatten styrs av fosforförekomst. I många länder släpps orenat avloppsvatten direkt ut till sjöar och vattendrag, vilket gör användning av fosfor som komplexbildare miljömässigt betänklig. Därför är användning av fosforhaltiga tvättmedel numera förbjudet i Sverige.